# Forum Mittelrhein
Das Forum Mittelrhein ist ein Einkaufszentrum auf dem Zentralplatz in Koblenz. Das Einkaufszentrum wurde von der ECE Projektmanagement erbaut, die schon das Löhr-Center in Koblenz betreibt, und am 26. September 2012 eröffnet. Daneben befindet sich das Forum Confluentes, ein Kulturgebäude, in dem am 20. Juni 2013 das Mittelrhein-Museum, die Stadtbibliothek Koblenz, das Romanticum und die Touristeninformation ein neues Zuhause fanden.

## Zentralplatz
Der Zentralplatz ist kein historisch gewachsener Platz in der Altstadt, sondern wurde nach dem Zweiten Weltkrieg im Zuge des Wiederaufbaus der Stadt Koblenz geschaffen. Nach Schließung des Warenhauses 1996 wurde der Zentralplatz kaum noch von Menschen besucht und verwahrloste. Die Umsetzung der Bebauungspläne für eine Neugestaltung zogen sich aufgrund von Widerständen in der Bevölkerung und der Uneinigkeit im Koblenzer Stadtrat hin. Die Befürworter des Projekts „Forum Mittelrhein“ konnten sich aber schlussendlich durchsetzen. Im September 2010 begannen die Bauarbeiten, nun wurde auch das Warenhaus zusammen mit der Tiefgarage abgerissen. Der neue Zentralplatz befindet sich zwischen Forum Mittelrhein und Forum Confluentes und beinhaltet eine 6.000 m² große Freifläche mit Grüninsel (390 m²) sowie einem Wasserspiel (200 m²).

## Geschichte

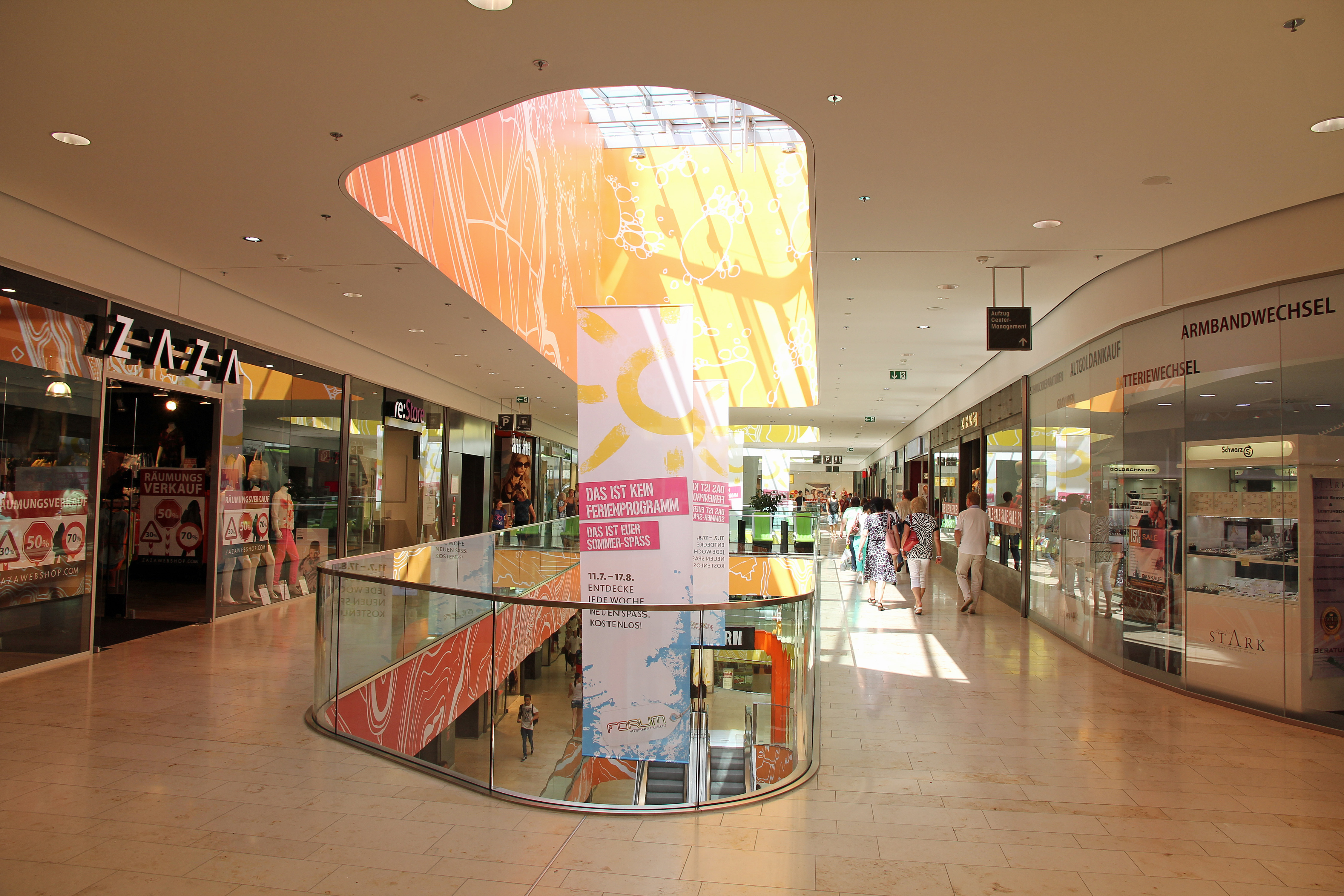
Die Ladenstraße im Forum Mittelrhein

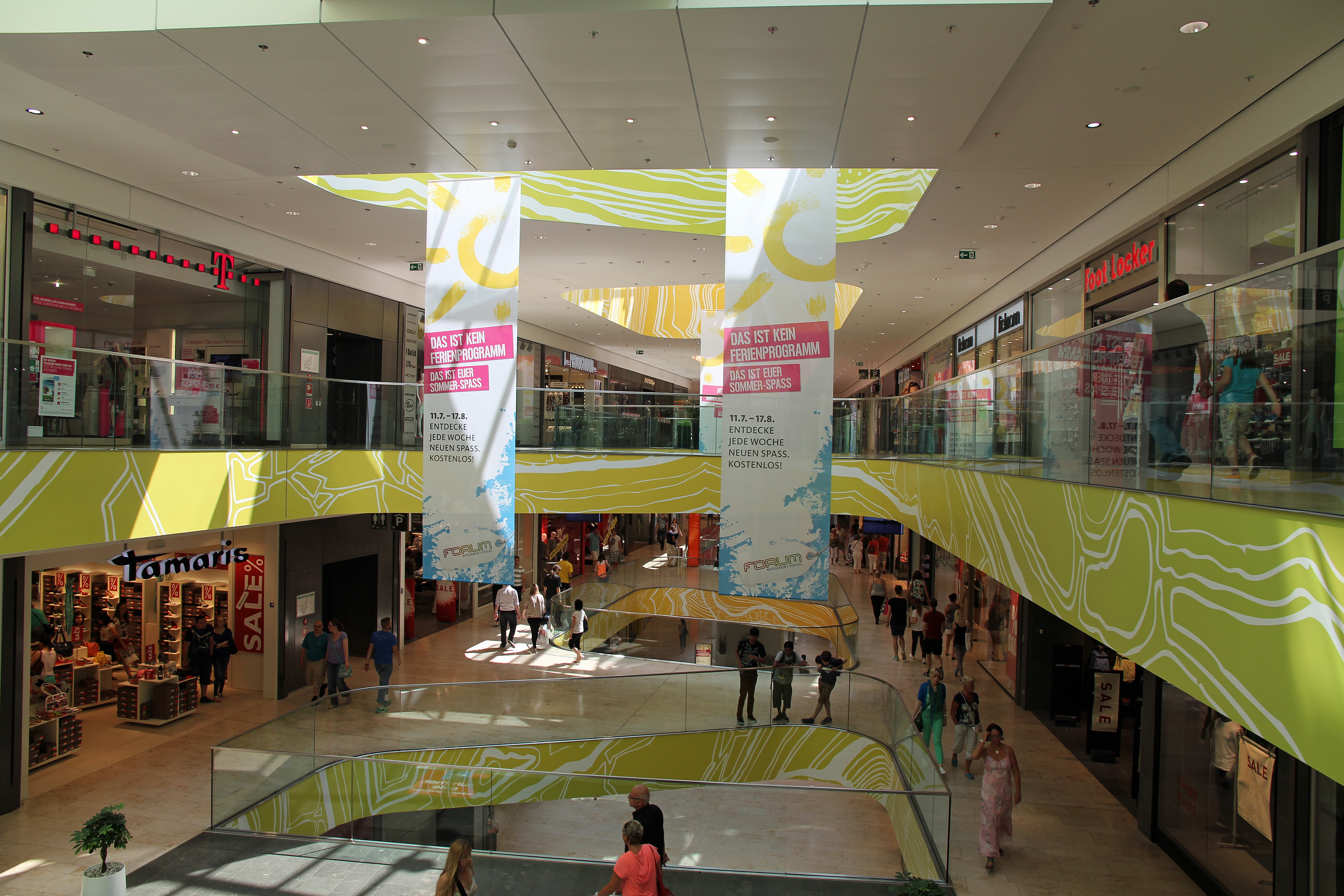
Die Ladenstraße im Forum Mittelrhein

Aufgrund der Veränderungen in den 1990er Jahren auf dem Zentralplatz – viele Gewerbeflächen lagen brach, Gebäude standen leer und es gab Baulücken – regte das rheinland-pfälzische Ministerium des Innern und für Sport 2001 erstmals eine Neuordnung des Platzes an. Der Koblenzer Stadtrat legte am 30. Januar 2003 das Sanierungsgebiet „Zentralplatz und angrenzende Bereiche“ fest. Dabei sollte nicht nur der Platz selbst neu gestaltet werden, sondern auch die angrenzenden Verkehrsflächen. Die Stadt Koblenz konnte das Gelände des ehemaligen Ernst-Rodenwaldt-Instituts aufkaufen. Ende 2005 wurde der Gebäudekomplex abgerissen, Ende 2007 begann man mit der Auskofferung des Geländes.
Im Jahr 2007 folgte ein Architekturwettbewerb zur Neugestaltung des Platzes, den im März 2008 das Architekturbüro Benthem Crouwel mit seinem Modell eines „Forum Mittelrhein“ gewann. Das Modell beinhaltet eine gemischte Nutzung des Zentralplatzes von Kultur und Einzelhandel. Der Plan sah als Baubeginn Dezember 2008 und die Fertigstellung des Projekts im Herbst 2010 vor, noch rechtzeitig vor Beginn der Bundesgartenschau 2011. In der Sitzung des Koblenzer Stadtrats vom 6. März 2008 wurden alle Pläne wegen Meinungsverschiedenheiten auf Eis gelegt („Zentralplatzschlacht“), jedoch entschieden, mit Benthem Crouwel weiterzuarbeiten. Die folgende Zeit war gekennzeichnet von kontroversen Diskussionen in der Bevölkerung über die Art der Bebauung. Zur Debatte standen das „Forum Mittelrhein“ oder die Schaffung einer Parkanlage („Casino-Park“).
Der Koblenzer Stadtrat beschloss am 15. Mai 2009 die Realisierung des Projekts „Forum Mittelrhein“ auf dem Zentralplatz und erteilte am 24. Juni 2010 die Baugenehmigungen. Am 1. Juli 2010 wurden zwischen der Stadt Koblenz, der ECE und der Strabag Real Estate die letzten Verträge geschlossen, zuvor wurden noch die Eigentumsverhältnisse und die Finanzierung geklärt. Mit den Bauarbeiten konnte im August 2010 begonnen werden.
Das Einkaufszentrum wurde nach zweijähriger Bauzeit fertiggestellt und am 26. September 2012 eröffnet. Der Kulturbau wurde am 20. Juni 2013 seiner Bestimmung übergeben.

## Bau und Nutzung
Das Modell „Forum Mittelrhein“ sah auf einer Baufläche von über 30.000 m² die Schaffung zweier Gebäude, eines Kulturgebäudes und eines Einkaufszentrums, mit einer Freifläche dazwischen vor. Das Areal wurde an die Koblenzer Fußgängerzone angeschlossen, bei gleichzeitiger Sanierung der umliegenden Straßen. Die Baukosten für das Gesamtprojekt betrugen etwa 180 Mio. Euro.
Das Einkaufszentrum hat eine Verkaufsfläche von 20.000 m² und wird von der ECE Projektmanagement betrieben. Auf drei Ebenen entstand Platz für ca. 80 bis 90 Geschäfte. Darüber befindet sich ein Parkhaus mit drei Parkdecks für ca. 750 PKWs. Die Planer rechneten damit, dass etwa 600 neue Arbeitsplätze entstünden und die Stadt Koblenz jährliche Steuereinnahmen (Gewerbe- und Grundsteuer) in Höhe von ca. 800.000 Euro erhielte. Das Einzugsgebiet umfasst über 710.000 Menschen mit einer Kaufkraft von ca. drei Mrd. Euro. Auf der Expo Real erhielt der Entwurf des Einkaufszentrums im Oktober 2009 das goldene Vorzertifikat der Deutschen Gesellschaft für Nachhaltiges Bauen in den Kriterien Energieeffizienz und Umweltschutz.

## Kritik
Das Bauprojekt wurde von Anfang an wegen der Dimension des Vorhabens und den Kosten heftig kritisiert. Es gab zunächst eine kontroverse Diskussion in der Bevölkerung über die Art der Bebauung (Einkaufszentrum oder Casino-Park). Die Kritiker bemängelten vor allem, dass die ECE, die in Koblenz auch das Löhr-Center betreibt, nach Fertigstellung des neuen Einkaufszentrums über 50 % der Einzelhandelsfläche in Koblenz kontrolliert. Die Kosten seien für Koblenz nicht tragbar, so muss die Stadt an den Bauherrn und Investor Züblin jährlich 1,5 Mio. Euro Miete zahlen, was ein völlig überhöhter Wert sei. Der Einzelhandel der Stadt würde sich dramatisch verändern, alteingesessene Einzelhandelsunternehmen werden aufgeben müssen und Straßen veröden. Die neu entstehende Verkehrsbelastung würde auch zu mehr Lärmbelastungen und Umweltverschmutzungen führen.
Die FDP im Koblenzer Stadtrat hatte eigens und erstmals in der Stadtgeschichte einen Einwohnerantrag mit knapp 3000 Unterschriften erwirkt und wurde später mit dem Kommunalpolitikerpreis „Das gläserne Rathaus“ ausgezeichnet. Die Streitigkeiten um die Art der Bebauung führte später auch zur Gründung einer neuen Freien Wählergruppe. So erreichte die Bürgerinitiative Zukunft für Koblenz (BIZ) bei den Stadtratswahlen vom 7. Juni 2009 aus dem Stand 10,0 % der Stimmen. Das Hauptthema ihres Wahlkampfes war der Zentralplatz und dass kein zweites Einkaufszentrum in Koblenz gebaut werden soll.
Die Bebauungspläne waren ebenfalls heftig umstritten und wurden häufig von Gerichten gestoppt. Dadurch kam es zu Zeitverzögerungen in der Realisierung des von der Politik vorgesehenen Projekts. Die „Bürgerinitiative Zentralplatz“ legte bei der Europäischen Kommission 2008 Beschwerde wegen nicht erfolgter Ausschreibung zum Bauprojekt ein, hatte aber letztendlich damit keinen Erfolg. Zuletzt rügte das Oberverwaltungsgericht Rheinland-Pfalz in einem Eilverfahren im März 2010 den Bebauungsplan. Die Geschossflächenzahl des Einkaufszentrums musste daraufhin reduziert werden.